# 2013 HS156
2013 HS156, também escrito como 2013 HS156, é um objeto transnetuniano que está localizado no Cinturão de Kuiper, uma região do Sistema Solar. Este corpo celeste é classificado como um cubewano. Ele possui uma magnitude absoluta de 8,5 e tem um diâmetro estimado de 88 km.

## Descoberta
2013 HS156 foi descoberto no dia 19 de abril de 2013 pelo Outer Solar System Origins Survey.

## Órbita
A órbita de 2013 HS156 tem uma excentricidade de 0,180 e possui um semieixo maior de 45,929 UA. O seu periélio leva o mesmo a uma distância de 37,678 UA em relação ao Sol e seu afélio a 54,181 UA.